# Skeleton-Weltmeisterschaft 1999
Die 11. Skeleton-Weltmeisterschaft 1999 fand am 20. und 21. Februar 1999 in Altenberg in Deutschland statt.

## Männer
| Platz | Sportler           | Land                   | Lauf 1  | Lauf 2  | 1. Tag  | Lauf 3  | Lauf 4  | Endzeit |
| ----- | ------------------ | ---------------------- | ------- | ------- | ------- | ------- | ------- | ------- |
| 1     | Jim Shea           | Vereinigte Staaten     | 59.91   | 1:01.33 | 2:01.24 | 59.19   | 59.79   | 4:00.22 |
| 2     | Andy Böhme         | Deutschland            | 1:00.05 | 1:01.77 | 2:01.82 | 58.88   | 1:00.09 | 4:00.79 |
| 3     | Willi Schneider    | Deutschland            | 1:00.57 | 1:01.87 | 2:02.44 | 59.12   | 59.61   | 4:01.17 |
| 4     | Kristan Bromley    | Vereinigtes Königreich | 59.98   | 1:02.26 | 2:03.24 | 59.42   | 59.68   | 4:01.34 |
| 5     | Ryan Davenport     | Kanada                 | 59.95   | 1:02.02 | 2:01.97 | 59.28   | 1:00.28 | 4:01.53 |
| 6     | Kazuhiro Koshi     | Japan                  | 1:00.31 | 1:01.54 | 2:01.85 | 59.57   | 1:00.15 | 4:01.57 |
| 7     | Urs Vescoli        | Schweiz                | 1:00.81 | 1:02.26 | 2:03.07 | 59.48   | 1:00.23 | 4:02.78 |
| 8     | A.J. Collins       | Vereinigtes Königreich | 1:01.55 | 1:02.19 | 2:03.74 | 1:00.08 | 1:00.11 | 4:03.93 |
| 9     | Franz Plangger     | Österreich             | 1:01.33 | 1:02.65 | 2:03.98 | 1:00.08 | 59.88   | 4:03.94 |
| 10    | Dirk Matschenz     | Deutschland            | 1:01.85 | 1:02.24 | 2:04.09 | 1:00.06 | 1:00.01 | 4:04.16 |
| 11    | Jeff Pain          | Kanada                 | 1:00.81 | 1:03.01 | 2:03.82 | 1:00.18 | 1:00.54 | 4:04.54 |
| 12    | Walter Stern       | Österreich             | 1:01.35 | 1:03.40 | 2:04.75 | 1:00.87 | 1:00.92 | 4:06.54 |
| 13    | Philippe Cavoret   | Frankreich             | 1:02.25 | 1:03.35 | 2:05.60 | 1:00.40 | 1:00.88 | 4:06.88 |
| 14    | Stevie Brügger     | Schweiz                | 1:02.02 | 1:03.30 | 2:05.32 | 1:00.78 | 1:01.53 | 4:07.63 |
| 15    | Felix Poletti      | Schweiz                | 1:02.50 | 1:03.63 | 2:06.13 | 1:00.52 | 1:01.01 | 4:07.66 |
| 16    | Snorre Pedersen    | Norwegen               | 1:02.75 | 1:04.19 | 2:06.94 | 1:00.94 | 1:01.51 | 4:09.36 |
| 17    | Lincoln DeWitt     | Vereinigte Staaten     | 1:02.36 | 1:03.76 | 2:06.12 | 1:01.32 | 1:02.12 | 4:09.56 |
| 18    | Renato Bussola     | Italien                | 1:02.58 | 1:03.74 | 2:06.32 | 1:01.68 | 1:01.61 | 4:09.61 |
| 19    | Pavel Lubas        | Tschechien             | 1:03.02 | 1:04.12 | 2:07.14 | 1:02.35 | 1:01.59 | 4:11.08 |
| 20    | Mario Guggenberger | Österreich             | 1:01.52 | 1:03.62 | 2:05.14 | 1:01.98 | 1:04.67 | 4:11.79 |
| 21    | Erik Skollerud     | Norwegen               | 1:03.65 | 1:04.07 | 2:07.72 | 1:01.84 | −       | 3:09.56 |
| 22    | Christian Steger   | Italien                | 1:03.18 | 1:04.76 | 2:07.94 | 1:01.73 | −       | 3:09.67 |
| 23    | Josef Chuchla      | Tschechien             | 1:03.84 | 1:04.48 | 2:08.32 | 1:01.74 | −       | 3:10.06 |
| 24    | Jan Voitel         | Deutschland            | 1:03.39 | 1:04.99 | 2:08.38 | 1:01.89 | −       | 3:10.27 |
| 25    | Emmanuel Zampori   | Monaco                 | 1:03.74 | 1:05.21 | 2:08.95 | 1:02.95 | −       | 3:11.90 |
| 26    | Stéphane Gonthier  | Frankreich             | 1:03.68 | 1:06.48 | 2:10.16 | 1:02.70 | −       | 3:12.86 |
| 27    | Jaime Tapia        | Chile                  | 1:04.39 | 1:06.49 | 2:10.88 | 1:03.41 | −       | 3:14.29 |
| 28    | Toshinari Miyamoto | Japan                  | 1:04.56 | 1:06.42 | 2:10.98 | 1:03.42 | −       | 3:14.40 |
|       | Scott Godfrey      | Kanada                 | 1:05.02 | 1:05.89 | 2:10.91 | Unfall  |         |         |
|       | Mick Maddock       | Vereinigtes Königreich | 1:04.63 | 1:06.57 | 2:11.20 |         |         |         |

## Medaillenspiegel
| Platz | Land               | Gold | Silber | Bronze | Gesamt |
| ----- | ------------------ | ---- | ------ | ------ | ------ |
| 1     | Vereinigte Staaten | 1    | 0      | 0      | 1      |
| 2     | Deutschland        | 0    | 1      | 1      | 2      |